# Марин Цонков
Марин Цонков Цонков е български военен деец, генерал-майор, участник в Сръбско-българската война (1885), Балканската (1912 – 1913) и Междусъюзническата война (1913), като командир на 54-ти пехотен полк и в Първата световна война (1915 – 1918), като командир на 2-ра бригада от 1-ва пехотна софийска дивизия и 1-ва бригада от Сборната дивизия.

## Биография
Марин Цонков е роден на 15 октомври 1864 г. в Ловеч. На 14 ноември 1881 постъпва на служба във Военно на Негово Княжеско Височество училище. Поради мобилизацията за Сръбско-българската война (1885), юнкерите от 2-рия специален клас са произведени в чин войскови портупей-юнкер и изпратени по полковете и по-късно до края на годината произведени в първи офицерски чин. Взема участие във войната и на 3 декември 1885 година Марин Цонков е произведен в чин подпоручик. На 7 юни 1888 г. е произведен в чин поручик, през 1892 г. в чин капитан.
През 1900 година капитан Цонков е назначен за командир на рота от 17-и пехотен доростолски полк, а на 5 октомври 1908 г. е произведен в чин подполковник. През 1909 г. заема длъжността командир на дружина от 34-ти пехотен троянски полк, а от 1911 г. е началник на 16–о полково военно окръжие.
Подполковник Цонков взема участие в Балканската (1912 – 1913) и Междусъюзническата война (1913), като на 26 октомври 1912 е назначен за командир на 54-ти пехотен полк и на 1 ноември 1913 г. е произведен в чин полковник. По време на Първата световна война (1915 – 1918) е командир на 2-ра бригада от 1-ва пехотна софийска дивизия и 1-ва бригада от Сборната дивизия.
На 1 април 1919 година е произведен в чин генерал-майор и преминава в запаса. Умира през 1926 година, като виден гражданин на Ловеч, о.з. генерал Марин Цонков е погребан в двора на катедралния храм „Света Троица“ в града.

## Военни звания
- Портупей-юнкер (9 септември 1885)
- Подпоручик (3 декември 1885)
- Поручик (7 юни 1888)
- Капитан (1892)
- Майор
- Подполковник (15 октомври 1908)
- Полковник (1 ноември 1913)
- Генерал-майор (1 април 1919)

## Награди
- Военен орден „За храброст“ IV степен 2 клас
- Военен орден „За храброст“ III степен 2 клас
- Военен орден „За храброст“ III степен
- Царски орден „Св. Александър“ V степен беь мечове
- Народен орден „За военна заслуга“ IV степен на обикновена лента
- Орден „За заслуга“ на обикновена лента